# Matthew Davenport Hill
Pour les articles homonymes, voir Hill.
Matthew Davenport Hill, né le 6 août 1792 à Birmingham et mort le 7 juin 1872 près de Bristol, est un jurisconsulte anglais.

## Biographie
Matthew Davenport Hill naît le 6 août 1792 à Birmingham.
Fort jeune il collabore à la Midland Chronicle et en 1814 s'inscrit à Lincoln's Inn, continuant à s'occuper de journalisme et fonde même The Sunday Review. Reçu avocat en 1819, il se fait bientôt une grande réputation en plaidant des causes politiques, entre autres le procès de Daniel O'Connell, en 1844, et celui du baron de Bode. En 1822, il publie son livre sur le nouveau système d'éducation inventé par son frère Rowland Public Education, plans for the Government and liberal instruction of boys in large numbers, qui a un retentissement énorme et le met en relations avec Jérémie Bentham. Il se lie aussi avec Macaulay, avec Brougham qu'il aide à fonder la Society for the diffusion of useful knowledge (1826), et avec d'autres libéraux avancés. Il prend une large part à l'agitation en faveur de la réforme parlementaire et fait élu à la Chambre des communes par Hull, qu'il représente jusqu'en 1835. Il appuie les mesures les plus libérales et notamment le bill pour la colonisation de l'Australie du Sud. Recorder de Birmingham en 1839, il y donne ses fameuses Suggestions for the Repression of Crime (1857), qui amènent une révolution dans la législation criminelle anglaise. Elles sont fondées à peu près sur les mêmes principes qui ont guidé MM. Bérenger et Jules Simon, dans leurs tentatives de réforme de la législation pénale française. Hill, avec Mary Carpenter et d'autres philanthropes, s'occupe avec passion des jeunes détenus, pour lesquels il réclame un traitement susceptible de les améliorer. Au moyen de colonies agricoles et d'écoles industrielles, d'écoles gratuites pour les enfants abandonnés, il réussit à faire tomber le nombre des criminels de 155 000 (1861) à 77 000 (1871). Hill est commissaire des faillites pour le district de Bristol, de 1851 à 1869. II prend une part active au mouvement coopératif.
Matthew Davenport Hill meurt le 7 juin 1872 près de Bristol.
Ses filles, Florence Hill et Rosamond Davenport Hill, publient en 1878 sa biographie, intitulée The recorder of Birmingham: a memoir of Matthew Davenport Hill.